# Personaggi di Archer

I personaggi principali della serie. Da sinistra a destra: Ray, Pam, il dottor Krieger, Cheryl, Cyril, Lana, Sterling e Malory.

Questa voce contiene un elenco dei personaggi presenti nella serie animata Archer.

## Personaggi principali

### Sterling Archer
Sterling Malory Archer, nome in codice Duchessa (stagioni 1-14), voce originale di H. Jon Benjamin, italiana di Fabio Boccanera.

Archer, il protagonista della serie, è considerato l'agente più pericoloso del mondo. Egli infatti dimostra eccellenti capacità da spia e di combattimento, nonostante i suoi interessi principali siano: le belle donne, l'alcol, le auto di lusso, i vestiti firmati, gli stimolanti, il lacrosse e i giocattoli spia. Archer è spesso egoista ed egocentrico e non dimostra empatia quasi per nessuno. Egli condivide molti difetti della madre quali l'alcolismo, l'egoismo, un comportamento impulsivo e l'ostinato rifiuto a non ascoltare nessuno. Come mostrato in vari flashback, Sterling è stato cresciuto dal suo maggiordomo Woodhouse, dato che la madre era sempre impegnata nelle sue missioni da spia e nella sua promiscua vita sociale, molto più legata al suo cane Duchessa che al figlio.

Archer, in quasi tutte le scene in cui appare, ha in mano una bevanda alcolica: dimostra infatti di avere un'elevata tolleranza all'alcool, nonostante sia spesso ubriaco. Sterling indossa quasi sempre giacche e camicie costose fatte a mano e in missione utilizza un dolcevita nero, di cui egli si ritiene il primo ad averne riconosciuto il potenziale. L'arma principale dell'uomo, che porta sempre con sé, è una Walther PPK. Archer ama le auto veloci: la madre gli regala infatti una versione modificata della Dodge Challenger e lo si è visto spesso guidare una Chevrolet El Camino.

Sterling, nelle sue missioni, ha commesso vari omicidi, quasi mai per far rispettare la legge, ma soprattutto mosso dal suo desiderio di vendetta o da interessi personali. Tuttavia spesso dimostra compassione anche per altre persone: ad esempio, per vendicare Ruth, un'amica morta di cancro a causa dei falsi farmaci che le hanno dato, fa infatti strage di mafiosi irlandesi. Inoltre, nonostante l'uomo si dimostri spesso egoista e infantile, salva più volte la vita a Lana che ritiene la sua unica vera amica, di cui lui è anche innamorato e alla quale si dichiarerà, rischiando più volte la propria vita e aiutandola perfino durante il parto. Archer ha una profonda paura di coccodrilli e alligatori, nonostante ami i felini, come le tigri o Babou, l'ocelot di Cheryl. Un'altra avversione di Sterling è quella per i robot, causata da un incidente con l'aspirapolvere quando era bambino.

Lasciando da parte i suoi numerosi difetti di personalità e le sue fobie, Archer è un agente eccezionale, nonostante non legga mai i dettagli delle missioni che gli affidino e si basi spesso sulla fortuna e sull'improvvisazione, molte volte mosso dall'adrenalina per il pericolo. Sterling è inoltre un appassionato di Burt Reynolds e ha una vasta conoscenza di varie opere letterarie e cinematografiche, che nonostante siano inutili in missione, gli permettono di fare numerosi sketch e battute.

Archer ha due figli: Seamus, riconosciuto legalmente, ma in realtà figlio di Cyril e della prostituta Trinette, e Abbiejean, nata da Lana con una sua inconsapevole donazione di sperma.

#### Altre versioni
- Archer Dreamland: in questa realtà alternativa, creata dalla mente di Archer, il quale nel mondo reale si trova in coma, Sterling è un veterano della seconda guerra mondiale affetto da DPTS, che lavora come detective privato con il suo partner Woodhouse.
- Archer Danger Island: Archer è ancora in coma, come nella precedente stagione e, questa volta, crea una realtà alternativa, ambientata nel 1939 a Mitimotu, una remota isola immaginaria dell'Oceano Pacifico, dove lui è un pilota di aerei alcolizzato, ispirato a Rip Riley.
- Archer 1999: Archer è un astronauta, capitano e proprietario, a metà con la sua ex moglie Lana, della nave stellare M/V Seamus.

### Malory Archer
Malory Archer (stagioni 1-12), voce originale di Jessica Walter, italiana di Stefania Romagnoli.

Malory è la madre di Sterling e, per molto tempo, il capo dell'ISIS. È una donna egocentrica che utilizza il più delle volte le risorse dell'Agenzia a suo vantaggio personale: una volta, ad esempio, ha finto un allarme bomba per farsi un viaggio in prima classe in un dirigibile di lusso.
Malory ha i capelli grigi, gli occhi azzurri come il figlio e si veste sempre con il suo vestito di Chanel. La donna è avida, miope, razzista e materialista, e l'unica persona di cui sembra interessarsi un poco è il figlio Sterling.

Durante la seconda guerra mondiale faceva l'attrice ed è stata in seguito reclutata nell'OSS da Bill Donovan. Durante le varie missioni inizia numerose relazioni clandestine e per questo non conosce chi sia il padre di Sterling. I principali candidati sono: Il capo del KGB Nikolai Jakov (con cui ha avuto una relazione di 40 anni), il capo dell'ODIN Len Trexler, il batterista jazz Buddy Rich e un ribelle antifacista italiano.

Malory era una madre altamente disattenta e inesistente per il figlio: fa crescere Sterling al maggiordomo Woodhouse e lo lascia in collegio per 15 anni, lasciandolo anche bloccato alla stazione ferroviaria una vigilia di Natale. La donna si è dimostrata inoltre favorevole alle pene corporali sui bambini e ha sempre preferito il cane Duchessa a Sterling. In vari flashback, Malory si è dimostrata un'agente sul campo altamente capace, nel fiore dei suoi anni. La pistola che utilizza sempre è una .44 Magnum.

Malory e suo figlio hanno un rapporto molto disfunzionale. C'è poco affetto su entrambi i lati, ma a causa della sua posizione, Malory ha mantenuto Sterling quasi interamente dipendente da lei. Tuttavia, ci sono occasioni in cui Malory ha mostrato preoccupazione per Sterling, ma tenta sempre di non darlo a vedere.
Alla fine della dodicesima stagione lascia il comando dell'agenzia al figlio, per ritirarsi su un'isola tropicale assieme a Ron Cadillac.

#### Altre versioni
- Archer Dreamland: Malory, conosciuta semplicemente come Madre, è una dei boss del crimine di Los Angeles, proprietaria del Dreamland, la quale incarica Archer di aiutarla a sconfiggere Len Trexler.
- Archer Danger Island: Malory che in questa stagione torna a essere la madre di Sterling, è la proprietaria dell'Hotel Lotus, l'unico albergo dell'isola di Mitimotu.
- Archer 1999: Malory è la madre di Archer, la quale possiede la capacità di trasformarsi in una sfera d'energia in grado di prendere il controllo delle apparecchiature elettroniche.

### Lana Kane
Lana Anthony Kane (stagioni 1-14), voce originale di Aisha Tyler, italiana di Laura Romano (stagioni 1-10) e Stella Musy (stagioni 11-14).

Lana è una donna afroamericana con gli occhi verdi, spesso presa in giro per la grandezza delle sue mani e le sue dita tozze.
La donna, prima del suo scioglimento, era l'agente donna migliore dell'ISIS.
Lana è esperta di Krav Maga e di solito come arma utilizza due mitragliatori Tec-9 che porta sempre con sé.

Lana è figlia di due importanti accademici e, prima di essere un'agente, era un'attivista per i diritti degli animali che, durante una protesta, cerca di gettare della vernice sulla pelliccia di Malory, e appena questa le punta la pistola rimane ferma lì senza scappare: ciò porta Malory a proporle di entrare nell'ISIS.

Lana ha un complesso rapporto di amore-odio con Archer, con il quale ha avuto una lunga relazione terminata sei mesi prima dell'inizio della serie, a causa dei continui tradimenti dell'uomo e alla costante presenza ossessiva della madre Malory. Inizia per questo una relazione con Cyril che finirà anche questa a causa dei continui tradimenti: i due torneranno insieme anche successivamente ma Cyril la lascerà definitivamente, dopo aver scoperto che il figlio che aspetta non è suo.
Archer si dichiara apertamente a Lana più volte mentre, nonostante avesse dimostrato più volte di tenerci a lui, lei ammetterà di amarlo solo nel momento in cui gli rivela di essere lui il padre della bambina. Dopo la nascita della figlia Abbiejean i due si riavvicinano nuovamente.

#### Altre versioni
- Archer Dreamland: Lana è una cantante al Dreamland, il nightclub di Madre. Viene poi rivelato che la donna è in realtà un'agente speciale del Tesoro che investiga sotto copertura nel locale[10].
- Archer Danger Island: la principessa Lanaluakalani è la figlia del re di Mitimotu, nonché una spia doppiogiochista.
- Archer 1999: Lana è la comandante e proprietaria, a metà con l'ex marito Sterling, della nave stellare M/V Seamus.

### Cyril Figgis
(Tipica frase di Cyril.)
Cyril Figgis (stagioni 1-14), voce originale di Chris Parnell, italiana di Mauro Gravina.

Cyril è il contabile dell'ISIS; un uomo impacciato con gli occhiali che all'inizio della serie ha una relazione con Lana, ripresa poi nella quarta stagione. La prima volta viene lasciato da Lana non appena viene colto in flagrante con Framboise, la fidanzata di Barry, e la donna viene a scoprire che, essendo diventato dipendente dal sesso, l'ha tradita con numerose altre amanti, comprese Cheryl e Malory. La seconda volta Cyril lascia Lana, dopo aver scoperto che il figlio che aspetta non è suo. L'uomo tenterà in seguito di tornare più volte con Lana, cercando di allontanarla da Archer.

Cyril, come dimostra più volte, non è molto abile nell'utilizzo delle armi da fuoco e nella quinta stagione, dopo lo scioglimento dell'ISIS, si scopre che è un avvocato. Cyril inoltre, senza saperlo, ha avuto un figlio con Trinette, riconosciuto legalmente da Archer.

Nella settima stagione, essendo l'unico ad avere la licenza da detective, diventa il proprietario dell'Agenzia Figgis, in cui tutti si sono trasferiti, dopo il secondo scioglimento dell'ISIS.

#### Altre versioni
- Archer Dreamland: Cyril è un detective corrotto della polizia di Los Angeles che lavora per Len Trexler. L'uomo prova un odio profondo verso Sterling, in quanto sua moglie l'ha tradito con quest'ultimo.
- Archer Danger Island: Cyril, qui chiamato Siegbert Fuchs, è apparentemente un esportatore di alberi del pane, sospettato di essere una spia tedesca.
- Archer 1999: Cyril è il primo ufficiale della M/V Seamus, privo di una qualche reale capacità.

### Cheryl Tunt
Cheryl "Carol"/Cherlene Gimble-Tunt (stagioni 1-14), voce originale di Judy Greer, italiana di Emanuela Damasio.

Cheryl è la segretaria mentalmente instabile di Malory, con i capelli rossi e gli occhi azzurri.

Inizialmente viene ritratta solo come la svampita segretaria di Malory, di cui spesso Archer si approfitta. Nei primi 4 episodi della serie ha cambiato regolarmente il suo nome, passando da Carol, Carina e Cristal, cambiandolo poi definitivamente in Cheryl/Carol Tunt. Passa la maggior parte del suo tempo a litigare e a collaborare con la sua migliore amica Pam.

Cheryl sniffa colla e soffre di manie piromane e tendenze sadomaso (soprattutto l'asfissia erotica). La ragazza ha inoltre avuto vari amanti, compresi Archer e Cyril.

Durante la seconda stagione si scopre che possiede un patrimonio di un miliardo di dollari a metà con il fratello Cecil e che vive in un lussuoso palazzo con il suo ocelot Babou, da lei profondamente odiato. In Archer Vice Krieger le impianta un chip che le permette di diventare Cherlene, famosissima cantante country.

#### Altre versioni
- Archer Dreamland: Cheryl si chiama Charlotte Vandertunt ed è l'ereditiera di un immenso impero dell'editoria. La donna incarica Archer di aiutarla a simulare la sua morte.
- Archer Danger Island: Charlotte Stratton, venuta a Mitimotu inizialmente per la luna di miele, diventa in seguito una presenza fissa al bar di Malory, dopo che suo marito la scopre a letto con Archer.
- Archer 1999: Cheryl/Carol è la miglior pilota di caccia spaziali della galassia, tuttavia, dato che le sue enormi capacità le permettono di vincere sempre, è ormai annoiata dal suo lavoro.

### Pam Poovey
Pamela "Pam" Poovey (stagioni 1-14), voce originale di Amber Nash, italiana di Emanuela Baroni.

Pam è la bionda e obesa responsabile delle risorse umane, cresciuta in un caseificio. 
Parla alle riunioni attraverso un pupazzo delfino ed è completamente incapace di mantenere un segreto, andandolo subito a rivelare a tutte le persone dell'ufficio. La gran parte del suo lavoro consiste nel depositare le denunce per molestie sessuali di Archer. Inizialmente spera in tutti i modi di avere un rapporto sessuale con un suo collega, nonostante a nessuno importi di lei: la prima con la quale riesce nell'intento è Lana che glielo concede per pietà. Entro la fine della quarta stagione, Pam riesce tuttavia ad avere rapporti sessuali con tutti i colleghi dell'ISIS (tranne Ray e Cheryl), soprattutto con Archer, a partire dall'episodio Diserzione. 
Pam partecipa inoltre a combattimenti clandestini e gare di drifting illegali e ha una sorella di nome Edie che odia profondamente.

Nella quinta stagione, dopo lo scioglimento dell'ISIS, Pamela diventa magra e inizia a essere una cocainomane, mangiandosi gran parte della cocaina della squadra. Dalla sesta stagione guarisce dalla tossicodipendenza e ritorna al vecchio aspetto.

#### Altre versioni
- Archer Dreamland: In questa stagione Pam, conosciuta semplicemente come detective Poovey, è un uomo che lavora come detective al fianco di Figgis. Poovey è corrotto come il suo partner, ma, per il suo senso dell'onore, collabora spesso con Sterling, per fermare Len Trexler. Nel primo episodio l'uomo, insieme ad Archer, salva numerose schiave del sesso cinesi che decide di ospitare a casa e con le quali vorrebbe in futuro sposarsi e creare una grande famiglia: al termine della stagione però le donne se ne andranno da casa sua, lasciandolo solo[17].
- Archer Danger Island: Pam è la copilota e migliore amica di Archer. In questa sua versione la donna è più alta e muscolosa, rispetto alla sua solita rappresentazione.
- Archer 1999: Pam è un grosso alieno umanoide di roccia, dall'origine sconosciuta.

### Dottor Krieger
Il dottor Algernop Krieger (stagioni 5-14; ricorrente stagioni 1-4), voce originale di Lucky Yates, italiana di Pierluigi Astore.

Il dottor Krieger è il capo del dipartimento di ricerca dell'ISIS che passa la maggior parte del tempo a creare progetti che facilitano le sue controverse fantasie sessuali. L'uomo è inoltre appassionato di cyborg: ha infatti resuscitato Katya, innestandole parti meccaniche e sostituito le gambe e la mano di Ray con parti robotiche.

Krieger è figlio di un gerarca nazista fuggito in Brasile, dimostrato anche dal fatto che parla fluentemente il portoghese. Nella serie inoltre vari indizi fanno pensare che possa essere un clone di Hitler.

In Archer Vice, a San Marcos, incontra tre suoi cloni e dopo una lotta con loro, per evitare il lancio di un missile, ritorna dal gruppo, senza far capire se sia lui quello originale o solo uno dei cloni: l'uomo infatti non si ricorda il nome dei componenti della squadra o di alcune sue invenzioni. I soli che sanno se sia o meno l'originale sono Adam Reed e il doppiatore di Krieger, Lucky Yates.

Krieger è fidanzato con un ologramma di una ragazza, personaggio di un anime giapponese, da lui creato.

#### Altre versioni
- Archer Dreamland: Krieger è il banconiere del Dreamland. Viene poi rivelato che l'uomo, durante la seconda guerra mondiale, era uno scienziato nazista doppiogiochista, in quanto ebreo, che fingeva di aiutare i nazisti a creare dei soldati bionici, ma che in realtà sabotava i suoi stessi esperimenti[19]. Krieger, il quale continua anche ora i suoi esperimenti, riesce a creare vari cyborg, tra i quali: un gatto, due cani e infine Dutch Dylan.
- Archer Danger Island: In questa stagione il personaggio vero e proprio di Krieger non appare, ma viene sostituito da un'ara scarlatta maschio di nome Crackers, compagno di Archer.
- Archer 1999: Krieger è un androide che lavora come scienziato nella M/V Seamus.

## Personaggi ricorrenti
- Ray Gillette, voce originale di Adam Reed, italiana di Edoardo Nordio.

Ray è uno degli agenti più capaci e coscienziosi dell'ISIS, esperto pilota, apertamente omosessuale. Viene per questo spesso preso in giro dal resto della squadra, soprattutto da Malory che si appella a lui come "Miss Gillette".
Ray rivela di essere nato e cresciuto in West Virginia, dove suo fratello Randy è un agricoltore di marijuana che non è a conoscenza della sua occupazione e del suo orientamento sessuale. Ray è inoltre, in gioventù, arrivato terzo nello slalom gigante alle olimpiadi invernali.
Gillette lo si vede spesso in sedia a rotelle: infatti si è rotto diverse volte le gambe, anche dopo l'intervento di Krieger che gli ha permesso, per tornare a camminare, di avere un paio di gambe robotiche, nonostante la strenua opposizione di Sterling. Nell'episodio L'agente immobiliare inoltre perde una mano durante il combattimento con una pianta carnivora e gli viene sostituita anch'essa da Krieger con una protesi robotica, ricoperta di pelle scura.
In Archer Dreamland Ray è un musicista omosessuale, a capo della band afroamericana che suona al Dreamland. In Archer Danger Island Ray è un gendarme francese a Mitimotu, di nome capitan Reynaud. In Archer 1999 Ray lavora come cortigiano nella M/V Seamus.
- Woodhouse, voce originale di George Coe (stagioni 1-4, 10[22]), Tom Kane (stagione 5) e Roy McCrery (nei flashback), italiana di Vittorio Battarra e Roberto Certomà (nei flashback).

È il maggiordomo-schiavo eroinomane di Sterling che spesso lo maltratta verbalmente o fisicamente. Woodhouse ha combattuto la prima guerra mondiale, divenendo un eroe di guerra: infatti alla morte di Reginald Thistleton, l'ufficiale di cui era attendente, per opera di un cecchino, Woodhouse divenne preda di una furia omicida e invase una trincea tedesca uccidendo più di cinquanta soldati a mani nude e scalpandoli; ciò gli fece guadagnare una Victoria Cross, ma al contempo convinse il comando a congedarlo. Dopo aver girovagato per il mondo per dimenticare la morte di Reggie, l'uomo vinse un bar a Tangeri che rinominò Reggie's Bar. Qui incontrò Malory in fuga da una squadra di sicari: dopo averla aiutata a partorire Sterling, salvandole al contempo la vita, Woodhouse decise di diventare il suo maggiordomo a vita, aiutandola a crescere Archer, compito che dovette praticamente eseguire da solo.
Ha un fratello di nome Dinky, con il quale Archer trascorre una vacanza a Las Vegas, dopo aver scoperto di avere il cancro.
A partire dalla sesta stagione il personaggio non appare più e viene solamente nominato da Archer che afferma che, dopo avergli concesso qualche giorno di vacanza, non è più riuscito a rintracciarlo. Nel primo episodio dell'ottava stagione, si scopre che è morto a causa di un'overdose di eroina.
In Archer Dreamland è il partner di Archer, noto come il "detective eroinomane", ucciso nel primo episodio, che porta Archer sulla strada di Madre, per investigare sulla sua morte. Attraverso delle registrazioni di repertorio di George Coe, Woodhouse riappare anche in Archer 1999.
- Barry Dylan, voce originale di Dave Willis, italiana di Alessio Cigliano e Francesco Bulckaen (stagione 1).

La nemesi di Archer per antonomasia: inizialmente Barry era uno dei migliori agenti della Odin (agenzia rivale dell'ISIS), ma dopo che, a causa di Archer, si ruppe una gamba (cosa che comportò un impianto di chiodi di acciaio), provò un odio viscerale per Sterling, acuito dal fatto che questi mandò a monte il suo matrimonio facendo sesso con Framboise, la fidanzata di Barry. Ingaggiato da Malory per salvare Archer prigioniero in Russia, venne da questi abbandonato, con entrambe le gambe fratturate, nelle mani del KGB che lo trasformerà in un potentissimo cyborg, divenendo poi il capo dell'organizzazione. Tenterà invano più volte di uccidere Sterling, causando anche la morte di Katya che tuttavia, dopo essere diventata un cyborg lei stessa, diventerà per un periodo la sua fidanzata. Nella sesta stagione, durante uno scontro con Archer, dopo un incendio, resterà di lui solamente il suo endoscheletro robotico. Nella settima stagione, inoltre, chiede all'Agenzia Figgis di rintracciare la sua madre naturale.
In Archer Dreamland l'uomo, che si chiama Dutch Dylan, è un sottoposto di Len Trexler e suo sicario, totalmente psicopatico. Dopo aver subito l'amputazione di entrambe le gambe, a causa di Archer, viene trasformato anche in questa stagione, in un cyborg da Krieger. Verrà in seguito ucciso dai cani cyborg di Krieger. In Archer 1999 Barry 6 è un robot, acerrimo nemico di Archer.
- Conway Stern, voce originale di Coby Bell, italiana di Roberto Draghetti (stagione 1) e Stefano Mondini (stagioni 6, 11).

Un agente segreto doppiogiochista.
- Katya Kazanova, voce originale di Ona Grauer, italiana di Valentina Favazza.

Un'ex agente del KGB che salva Archer e diventa in seguito la sua promessa sposa. Muore per salvare Sterling da Barry e viene poi resuscitata e trasformata in un cyborg da Krieger. In seguito, diventerà per un po' di tempo la fidanzata di Barry e il nuovo capo del KGB.
- Nikolai Jakov, voce originale di Peter Newman, italiana di Gerolamo Alchieri.

Il capo del KGB con cui Malory ha avuto una relazione per oltre 40 anni. Era uno dei candidati a essere il padre di Sterling, prima di venire ucciso in un incendio da Barry.
- Brett Bunson Buckley, voce originale di Neal Holman, italiana di Daniele Raffaeli.

Un lavoratore dell'ISIS, colpito ripetutamente da colpi di proiettili, sparati dai suoi compagni. Muore ucciso nella sparatoria tra l'ISIS e l'FBI. Riappare brevemente anche in Archer 1999.
- Mitsuko Miyazumi, voce originale di Judy Greer.

La fidanzata ologramma di Krieger, creata da lui, la quale lo chiama Krieger-san.
- Ron Cadillac, voce originale di Ron Leibman, italiana di Luigi La Monica.

Il marito di Malory, con la quale ha un matrimonio aperto, dalla quarta stagione. Nonostante l'apparenza del rispettabile rivenditore di auto (possiede sette concessionarie di Cadillac), in realtà il suo vero nome è Ron Kazinsky e fece i primi soldi dopo la guerra, vendendo forniture militari rubate e allestendo una banda di ladri di automobili. A seguito di una soffiata alla polizia la sua banda venne smantellata, con Ron che sfuggì fortunosamente alla cattura, decidendo di abbandonare il giro dei furti per entrare in quello della vendita delle auto. Nella dodicesima stagione si riunisce alla ex-moglie e si ritira insieme a lei su un'isola tropicale.
- Slater, voce originale di Christian Slater, italiana di Christian Iansante.

Un agente della CIA sotto copertura.
- Len Trexler, voce originale di Jeffrey Tambor, italiana di Oliviero Dinelli.

Il capo dell'agenzia ODIN, rivale dell'ISIS. Anche con lui in passato Malory ha avuto una relazione ed è uno dei possibili padri di Archer. In Archer Dreamland è uno dei boss del crimine di Los Angeles, principale rivale di Madre.
- Trinette McGoon, voce originale di Maggie Wheeler, italiana di Emanuela D'Amico.

La prostituta preferita di Archer con cui Cyril ha avuto un figlio, Seamus, riconosciuto legalmente da Archer. Il personaggio riprende il suo ruolo anche in Archer Dreamland, a partire dall'episodio La veglia dei dormienti.
- Rodney, voce originale di Andrew Donnelly, italiana di Alberto Bognanni.

Il nuovo supervisore dell'armeria dell'ISIS. Dopo il primo scioglimento dell'ISIS, ruberà tutto il contenuto dell'armeria e diventerà un ricco trafficante di armi.
- Hawley, voce originale di Gary Cole, italiana di Antonio Sanna.

Un agente di alto grado della CIA che inizialmente finge di essere nell'FBI.
- Bilbo, voce originale di Adam Reed, italiana di Andrea Lavagnino.

L'addetto alla sala controllo dell'ISIS che, come si evince dal nome, ha una smodata passione per il fantasy, in particolare le opere di J.R.R. Tolkien. Morirà nella quarta stagione a causa di un infarto provocatogli da Malory.
- Mannfred e Uta, voci originali di René Auberjonois e Kathryn Cressida, voce italiana di Marco Mete (Mannfred).

Una coppia di sicari tedeschi, in cui Mannfred è un uomo di mezza età, mentre Uta ha 19 anni.
- Rip Riley, voce originale di Patrick Warburton, italiana di Massimo Bitossi.

Un avventuriero, ex agente dell'ISIS, reclutato da Malory per ritrovare Archer.
- Noah, voce originale di David Cross, italiana di Gabriele Sabatini.

Un ragazzo rapito dai pirati che fa da traduttore a Sterling, quando diviene re dei pirati nella terza stagione. Riappare in Archer Danger Island, dove è praticamente una rappresentazione tale e quale della sua controparte reale.
- Burt Reynolds, voce originale di se stesso, italiana di Paolo Marchese.

L'attore preferito di Sterling che intraprende una relazione con Malory durante la terza stagione.
- Cecil Tunt, voce originale di Eugene Mirman, italiana di Roberto Stocchi.

Il fratello filantropo di Cheryl, da questa particolarmente odiato, assieme a Tiffy, la sua fidanzata vegana. A causa del suo scarso senso degli affari e della sua totale ingenuità, ha praticamente dilapidato tutto il suo patrimonio in strampalate cause filantropiche, così nella quarta stagione tenterà di dimostrare che sua sorella è pazza, in modo da interdirla e prendersi i suoi soldi. In Archer Dreamland Cecil Vandertunt è un miliardario dedito alla lussuria che deve pagare il riscatto per salvare sua sorella, apparentemente rapita da Madre.
- Gustavo e Juliana Calderon, voci originali di Fred Armisen e Lauren Cohan, italiane di Pasquale Anselmo e Chiara Gioncardi.

Il dittatore di San Marcos e sua moglie. Lui è ossessionato da Cherlene, mentre la moglie va a letto due volte con Archer.
- Veronica Deane, voce originale di Mary McDonald-Lewis.

Una famosa attrice di livello mondiale, attorno alla quale ruotano le vicende della settima stagione e di cui Archer si infatua.
- Alan Shapiro, voce originale di Patton Oswalt, italiana di Luigi Ferraro.

Il servitore personale e avvocato di Veronica.
- Ellis Crane, voce originale di John O'Hurley, italiana di Stefano De Sando.

Ex marito di Veronica, ucciso da lei in seguito.
- Detective Bob Harris e Deidrich, voci originali di J. K. Simmons e Keegan-Michael Key, italiane di Paolo Maria Scalondro e Roberto Certomà.

Due detective che investigano sull'apparente morte di Archer.
- Robert, voce originale di Stephen Tobolowsky, italiana di Mino Caprio.

Un miliardario, marito di Lana dall'undicesima stagione.
- Fabian Kingsworth, voce originale di Kayvan Novak, italiana di Marco Vivio[39].

Il capo dell'International Intelligence Agency (IIA).
- Zara Kahn, voce originale di Natalie Dew, italiana di Federica De Bortoli[39].

La nuova agente dell'Agenzia, considerata in precedenza la migliore dell'Interpol, che crea un rapporto di amicizia-rivalità con Archer.